# 57e parallèle nord
Pour les articles homonymes, voir 57e parallèle.
En géographie, le 57e parallèle nord est le parallèle joignant les points de la surface de la Terre dont la latitude est égale à 57° nord.

## Géographie

### Dimensions
Dans le système géodésique WGS 84, au niveau de 57° de latitude nord, un degré de longitude équivaut à 60,772 km ; la longueur totale du parallèle est donc de 21 878 km, soit environ  54,6% de celle de l'équateur. Il en est distant de 6 320 km et du pôle Nord de 3 682 km,.
Comme tous les autres parallèles à part l'équateur, le 57e parallèle nord n'est pas un grand cercle et n'est donc pas la plus courte distance entre deux points, même situés à la même latitude. Par exemple, en suivant le parallèle, la distance parcourue entre deux points de longitude opposée est 10 939 km ; en suivant un grand cercle (qui passe alors par le pôle nord), elle n'est que de 7 364 km.

### Durée du jour
À cette latitude, le soleil est visible pendant 17 heures et 54 minutes au solstice d'été, et 6 heures et 43 minutes au solstice d'hiver.